# زيردين تاغييف
زيردين ممدتاغي أغلو تاغييف -(بالأذرية: Zirəddin Tağıyev) ممثل مسرح بلدية باكو، فنان مكرّم لجمهورية أذربيجان.

## حياته
ولد زيردين تاغييف في قرية أميرجان باكو في 11 أغسطس، عام 1943.
التحق زيردين تاغييف بكلية الدراما والتمثيل السينمائي في معهد المسرح الحكومي الأذربيجاني الذي سمي على اسم م.أ. علييف. لاحقا بدأ حياته العملية في مسرح المتفرجين الشباب في أذربيجان.

## نشاته
عمل زيردين تاغييف كمخرج في استوديو أفلام "أذربيجان فيلم" الذي سمي على اسم ج. جبارلي عام 1971.
عاد إلى مسرح كانجه للدراما ووضع على المسر مسرحية "الزوج المزعوم" لرشاد نوري جونتكي في عام 1991.

في عام 2004، أعد مسرحية "العلم التركي" لعبد الله قرباني، عقيد الجيش الوطني، عامل الفن الأذربيجاني.
توفي زيردين تاغييف في 9 أبريل عام 2019.